# Aéroport de Wonju
L'aéroport de Wonju est un aéroport à Wonju, en Corée du Sud (code IATA : WJU • code OACI : RKNW). Au cours de la Guerre de Corée, il a été désigné K-46 (Hoengsong Air Base) par l'United States Air Force. 
L'aéroport est principalement pour un usage militaire de la Force aérienne de la république de Corée qui, en 2019, y stationne la 8e Escadre de chasse comprenant, à cette date, deux escadrons de KAI FA-50 et un de KAI KT-1.
En 2011, 70 943 passagers ont utilisé l'aéroport.
Une seule place de parking est capable de gérer Modèle:QuanD un Boeing 737-900. L'aéroport dispose d'un quotidien simple vol régulier, actuellement exploité par Korean Air à Jeju.

## Situation
| \| 50 km1:8 448 000 \| Cheongju Daegu Busan · Gimhae Séoul · Gimpo Gunsan Gwangju Séoul · Incheon Jeju Muan Pohang Sachéon Ulsan Wonju Yangyang Yeosu |
| 50 km1:8 448 000 |

## Statistiques
Pour des raisons techniques, il est temporairement impossible d'afficher le graphique qui aurait dû être présenté ici.

Voir la requête brute et les sources sur Wikidata.

## Compagnies aériennes et destinations
| Compagnies | Destinations |
| ---------- | ------------ |
| Korean Air | Jeju         |